# Tabarca
Tabarca (em árabe: ‏طبرقة‎; romaniz.: Ṭabarqa; em latim: Thabraca), também chamada Thabarka ou Barga pelos locais e Tabraqua na Antiguidade e Idade Média, é uma cidade e município da costa noroeste da Tunísia, que faz parte da província de Jendouba e em 2004 tinha 15 634 habitantes. No mesmo ano, a delegação de Tabarka tinha 45 494 habitantes.
A cidade situa-se à beira do Mediterrâneo, 15 km a leste da fronteira argelina, 180 km a oeste de Tunes e 67 km a norte de Jendouba. O topónimo, já usado pelos fenícios, é de origem berbere e significa "terra das urzes" ou "terra das estevas". É o centro das populações aldeãs do Djebel Khemir, uma pequena cadeia montanhosa coberta de sobreiros. A cidade é dominada por um monte rochoso sobre o qual se ergue um forte genovês.
É uma cidade turística, popular para a prática de mergulho — os fundos marinhos são abundantes em peixe e pratica-se a caça submarina de garoupas e lagostas. O mar de Tabarca é igualmente conhecido pelo seu coral, usado em joalharia. Todos os verões a cidade acolhe o Festival de Jazz de Tabarka, um evento que também atrai à cidade muitos visitantes. A cidade é servida pelo Aeroporto Internacional de Tabarca-Aïn Draham (IATA: TBJ, ICAO: DTKA), situado 15 km por estrada a leste da cidade.[carece de fontes?]

## História
A história local é uma miscelânea de civilizações berbere, fenícia, cartaginesa, romana, árabe e turca. Tabraca, fundada pelos númidas, torna-se depois uma colónia romana. Os romanos Tabarca como o principal porto de exportação do mármore policromo extraído das pedreiras da cidade de Simito, situada nos montes vizinhos de Kroumirie. Mais  tarde, durante o reinado do rei vândalo Genserico, a cidade é dotada de dois mosteiros, um masculino e outro feminino.[carece de fontes?]
Em 702 é travada em Tabraqua a última batalha entre o reino berbere, liderado pela rainha Kahina, e os árabes comandados por Haçane ibne Numane que, depois de ter conquistado Cartago aos bizantinos, recebeu um reforço de 50 000 homens do califa omíada Abedal Maleque ibne Maruane. Apercebendo-se da derrota eminente, a rainha pôs em prática a política de terra queimada para dissuadir os invasores de invadirem os seus territórios. Mandou destruir os castelos e as reservas alimentares e queimar as colheitas e pomares, alienando assim parte do seu próprio povo e a deserção de alguns berberes, que se foi capturada e decapitada numa ravina e a sua cabeça foi enviada ao califa.[carece de fontes?]
De 1542 a 1742 a ilha de Tabarca foi habitada por numerosos colonos, os tabarquinos, originários de Pegli, na Ligúria. Eram principalmente pescadores de coral e comerciantes, organizados pela família nobre genovesa dos Lomellini, que tinha recebido a ilha em concessão por Barba Ruiva, concessão essa confirmada pelo imperador Carlos V, segundo a lenda em recompensa pela intermediação na libertação do corsário Dragute Arrais. Devido ao declínio económico da ilha e à sua sobrepopulação, os membros da colónia começaram a emigrar em 1738 para a ilha de San Pietro, perto da Sardenha, onde fundaram a cidade de Carloforte com o apoio do rei Carlos Emanuel III da Sardenha. O assalto à ilha de Tabarca pelo bei de Tunes em 1742 provoca a dispersão dos seus habitantes, tanto livres como escravos.[carece de fontes?]
O município de Tabarca foi criado por um decreto de 27 de junho de 1892. Em 1952, o dirigente nacionalista Habib Bourguiba, que virá a ser o primeiro presidente da república da Tunísia independente , foi exilado em Tabarca e depois em La Galite pelas autoridades francesas.[carece de fontes?]